# Coucy-le-Château-Auffrique
Coucy-le-Château-Auffrique è un comune francese di 989 abitanti situato nel dipartimento dell'Aisne della regione dell'Alta Francia.
Già conosciuta col nome di Coucy-le-Château, ha assunto l'attuale nome nel 1921, quando al suo territorio è stato aggregato quello del comune soppresso di Auffrique-Nogent.

## Storia

### Simboli
È lo stemma della casata estinta dei de Coucy che furono i signori del luogo ed è stato adottato dal comune di Coucy-le-Château nel 1789. Le origini dello stemma si rifanno a una leggenda che risale alla prima crociata (fine XI secolo): si narra che Enguerrand I, signore di Coucy, sorpreso dai Turchi senza la sua bandiera e il suo equipaggiamento, avrebbe preso il suo mantello di porpora foderato di vaio per trasformarlo in una bandiera e farsi riconoscere dai suoi compagni. Nacque così lo stemma dei signori di Coucy.
Questo racconto ci è stato tramandato da Guiberto di Nogent, principale cronista della prima crociata, intorno al 1111, nella sua Gesta Dei per Francos. Lo storico del Laonnois, Maxime de Sars (1886–1960), colloca intorno al 1190 la prima rappresentazione conosciuta di questo emblema su un sigillo di Raoul I di Coucy, bisnipote di Enguerrand I.

## Monumenti e luoghi d'interesse
- Nel territorio di Nogent sorgeva un importante monastero benedettino, fondato nel 1059 e reso celebre dall'abate Guiberto.
- Castello di Coucy

## Società

### Evoluzione demografica
Abitanti censiti